# World Team Challenge 2010
Il World Team Challenge 2010 si è svolto il 27 marzo 2011 alla Veltins-Arena di Gelsenkirchen.
La competizione si articola in due fasi: una prima gara in mass start e una seconda gara di inseguimento, con distacchi dimezzati. 

## Risultati
| Pos | Atleti                                  | Nazione           | Tempo   |
| --- | --------------------------------------- | ----------------- | ------- |
| 1   | Jewgeni Ustjugow e Swetlana Slepzowa    | Russia            | 39:49,1 |
| 2   | Florian Graf e Kathrin Hitzer           | Germania I        | +0:11,5 |
| 3   | Michael Greis e Andrea Henkel           | Germania II       | +1:14,7 |
| 4   | Ole Einar Bjørndalen e Tora Berger      | Norvegia          | +1:21,5 |
| 5   | Christoph Sumann e Kaisa Mäkäräinen     | Austria Finlandia | +1:30,2 |
| 6   | Andrij Derysemlja e Walentyna Semerenko | Ucraina           | +1:34,2 |
| 7   | Tarjei Bø e Ann Kristin Flatland        | Norvegia          | +1:44,2 |
| 8   | Simon Eder e Iris Waldhuber             | Austria           | +2:21,8 |
| 9   | Daniel Böhm e Tina Bachmann             | Germania III      | +2:37,5 |
| 10  | Tim Burke e Tracy Barnes-Coliander      | Stati Uniti       | +2:37,9 |